# Tiempo de búsqueda
El Tiempo de búsqueda  en informática es el tiempo que tarda un dispositivo en encontrar el primer dato que tiene que empezar a leer. Por ejemplo, en el caso de un disco duro, el tiempo de búsqueda (seek time) o tiempo de posicionamiento, es el tiempo que tarda la cabeza lectora en trasladarse de una pista a otra.
Podrían distinguirse las siguientes especificaciones, entre paréntesis el tiempo en milisegundos:
- Promedio: (8 - 10ms) Es el tiempo medio de ir de una pista cualquiera a otra cualquiera.
- Pista-a-Pista (1ms): Es el tiempo de traslado de la cabeza entre pistas adyacentes.
- Full Stroke (15 - 20ms): Es el tiempo de traslado entre la pista más interna, a la más externa.

Los tiempos no son lineales, es decir, de ir de la pista 1 a la 3 no demora el doble de ir de la 1 a la 2, pues ocurre un overhead para que la cabeza comienza a moverse y para que se detenga.